# James Douglas (condottiero)

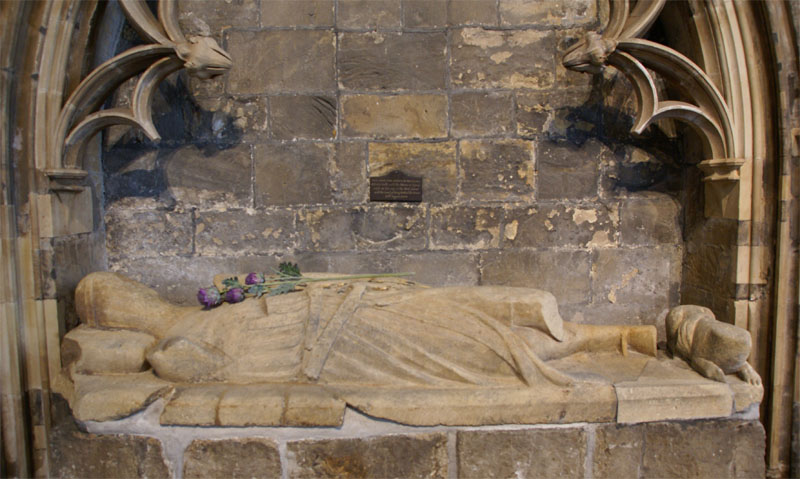
Tomba di Sir James Douglas

James Douglas, Signore di Douglas, noto anche con il nome di Black Douglas (1286 – 25 agosto 1330), è stato un condottiero scozzese, prese parte alle guerre di indipendenza scozzesi.

## La giovinezza
Figlio di William Douglas the Hardy, uno dei primi nobili a sostenere William Wallace, e che morì attorno al 1298 nella Torre di Londra. Sua madre, Elizabeth Stewart, era figlia di Alexander Stewart (1214-1283), ella morì quando James aveva circa un anno o due essendo nato attorno al 1286. William si risposò l'anno seguente ed è da questo che si deduce che James sia nato prima del 1287, tuttavia la perdita di numerosi documenti coevi rende impossibile localizzare con precisione il mese o l'anno della sua nascita.
Allo scoppio della guerra di indipendenza scozzese venne inviato ancora giovane in Francia per la sua salvaguardia e studiò a Parigi. Qui egli conobbe William Lamberton, vescovo di St Andrews, che lo prese sotto la sua tutela. Dopo aver fatto ritorno con Lamberton in Scozia nel 1306, trovò tutte le sue proprietà confiscate da re Edoardo I d'Inghilterra, il quale le aveva donate al nobile inglese Robert de Clifford. Nel tentativo di riavere le proprie terre pacificamente, Lamberton condusse James Douglas alla corte di Edoardo I, ma quando quest'ultimo seppe di chi fosse figlio James fu colto da un terribile attacco di collera e James venne cacciato dalla corte..
James ora doveva fronteggiare una nuova vita in cui altro non era che una sorta di esiliato senza terre posto ai margini della società feudale e il rientrare in possesso delle proprietà paterne divenne una questione quasi imprescindibile che inevitabilmente avrebbe avuto impatto sulle sue alleanze politiche.
Questo era per altro un momento drammatico per gli scozzesi, Robert Bruce aveva da poco assassinato il suo rivale John Comyn, III Signore di Badenoch in una chiesa di Dumfries e subito dopo Robert Bruce reclamò per sé la corona di Scozia a dispetto dei diritti di Edoardo I. Per altro poche settimane dopo, il 25 marzo 1306 Robert divenne Roberto I di Scozia e fu proprio durante il suo viaggio diretto a Scone, luogo dove tradizionalmente si celebrava il rito di incoronazione dei sovrani scozzesi, che Bruce fece il suo incontro con il giovane Douglas, il quale offrì i suoi servigi al futuro re.
Douglas condivise con Robert Bruce le sue prime sconfitte a Methven e Dalrigh, ma per entrambi i condottieri quelle sconfitte furono l'occasione per migliorare le loro strategie tattiche, optando per un'azione di sortite piuttosto che di combattimenti in campo aperto. 

Lo stemma di Sir James Douglas

Contrariamente a quanto afferma la tradizione popolare, l'apporto militare dato da Douglas tra il 1307 e il 1308 fu per la gran parte regionale e limitato al comprensorio dei suoi antichi possedimenti della nativa Douglasdale. Tuttavia ciò gli consentì di guadagnare ottima fama sia come condottiero sia come soldato, così mentre Robert Bruce conduceva una campagna a nord contro i suoi nemici, Douglas approfittò della presenza della foresta di Selkirk per scagliare una serie di attacchi lampo contro gli inglesi. La più popolare di queste coraggiose sortite fu la conquista del castello di Douglas, appartenuto in precedenza alla sua famiglia, strappato agli inglesi con un'azione di forza e di coraggio che restò nella memoria della tradizione popolare scozzese.
Alcuni storici datano l'incidente alla Domenica delle palme del 1307, precisamente il 19 marzo, taluni sostengono che questa data potrebbe essere sbagliata perché allora Bruce e il suo piccolo esercito non si erano ancora stabiliti nella Scozia sud-occidentale e a questo proposito propongono la domenica delle palme del 1308 che cadeva il 17 aprile.
D'altro canto qualcuno afferma che ai tempi in cui James era laggiù gli scozzesi non si erano ancora stabiliti nel sud-ovest del Paese e che lui fosse l'unico uomo di Bruce in tutta la zona, motivo per cui la data del 1307 potrebbe essere corretta.
Con l'aiuto di Thomas Dickson, un contadino che era stato al servizio del padre, James rimase nascosto con i propri uomini fino alla mattina della Domenica delle palme quando i soldati lasciarono la guarnigione per assistere alla messa. Dopo aver raccolto altri uomini sul posto James entrò nella chiesa, alcuni soldati inglesi vennero uccisi e altri furono presi prigionieri e portati al castello ora vuoto. Le provviste vennero ammassate tutte in cantina, i fiaschi di vino aperti senza riguardo e la lana venne bruciata e usata come combustibile poiché i prigionieri furono decapitati sulla pila di provviste cui venne poi dato fuoco, mentre i pozzi vennero avvelenati con sale e carcasse. I locali presto diedero all'intero episodio il nome di Douglas Larder (larder in inglese sta per dispensa), come esempio della brutalità della guerra esso voleva lasciare una durevole impressione, non da ultimo su coloro che sarebbero venuti a sostituire i colleghi periti. Altri attacchi vennero perpetrati da un uomo chiamato dagli inglesi The black Dowglas un uomo sinistro e assassino, sembra che James conoscesse quanto potente potesse essere la guerra psicologica, ben sapendo che la sola paura poteva fare molto più di un comandante capace.
Nell'agosto di quello stesso anno, Douglas si unì al suo alleato Bruce per un attacco congiunto ai clan dei MacDougall di Lorne, uomini della famiglia rivale del suo sovrano, ovvero i Comyn, colpevoli di avere partecipato attivamente due anni prima alla sconfitta dell'esercito di Bruce nella battaglia di Dalrigh. Mentre essi attendevano un assalto presso lo stretto passo di Brander, Douglas scalò le montagne accerchiando il passo montano con un esercito di Highlander con i quali prese il nemico alle spalle rendendo la battaglia del Passo di Brander una totale sconfitta per i suoi nemici. Subito dopo Douglas si diresse a sud dove si unì all'esercito del fratello del suo sovrano, Edward Bruce, per partecipare all'assedio vittorioso del castello di Rutherglen, vicino a Glasgow.

## Campagna Finale
Robert Bruce morì nel 1329. Secondo Jean le Bel, quando Bruce stava morendo chiese che Sir James, come suo amico e tenente, portasse il suo cuore in Terra Santa e lo presentasse al Santo Sepolcro a Gerusalemme come segno di penitenza. John Barbour, in alternativa, chiede a Bruce che il suo cuore venga semplicemente portato in battaglia contro i "nemici di Dio" come segno della sua insoddisfatta ambizione di andare in crociata. Dato che Gerusalemme era stata in mani musulmane dal 1187, questo secondo è forse più probabile. Quando Bruce morì, il suo cuore fu tagliato dal suo corpo e posto in uno scrigno d'argento e smaltato che Sir James gli mise al collo. All'inizio del 1330, Douglas salpò da Berwick upon Tweed, accompagnato da altri sette cavalieri con ventisei scudieri e gentiluomini.
La compagnia si fermò prima a Sluys nelle Fiandre. Lì può essere che Douglas abbia ricevuto conferma che Alfonso XI di Castiglia stava preparando una campagna contro i musulmani del Regno di Granada. In previsione, aveva con sé una lettera di presentazione al re Alfonso da Edoardo III d'Inghilterra, suo cugino. Di conseguenza, gli scozzesi salparono per Siviglia, dove, secondo John Barbour, Sir James e la sua solenne reliquia furono ricevuti da Alfonso con grande onore.
Douglas e la sua compagnia si unirono all'esercito di Alfonso, che allora si stava dirigendo alla frontiera di Granada per assediare il castello di Teba. Uthman ibn Abi al-Ula, il generale Berbero al comando delle forze Moresche, marciò per liberare la roccaforte di confine. Ad un certo punto durante l'assedio, Douglas fu ucciso. Fonti e commentatori differiscono su come. Secondo Jean Froissart e la Gran Cronica de Alfonso XI, Douglas è stato ucciso a seguito di un attacco prematuro al nemico. La Gran Cronica suggerisce che questo potrebbe essere stato durante i combattimenti per l'accesso all'acqua. Citando John Barbour, alcuni commentatori moderni credono che sia morto nella decisiva Battaglia di Teba.Barbour descrive una grande battaglia in Spagna, ma l'ambientazione è vaga e l'esito ambiguo.
Secondo la Gran Cronica de Alfonso XI, Uthman, incapace di portare i cristiani in battaglia, escogitò uno stratagemma nel tentativo di costringerli ad abbandonare l'assedio. Un corpo di cavalleria fu inviato per un attacco diversivo attraverso il fiume Guadalteba, attirando Alfonso a combattere mentre Usman girava intorno per attaccare il campo cristiano e distruggere i rifornimenti dell'esercito assediante. Alfonso, tuttavia, dopo aver ricevuto informazioni sui preparativi di Uthman, tenne la maggior parte del suo esercito nell'accampamento mentre inviava un contingente per incontrare la resistenza sul fiume. È come parte di questa forza che alcuni commentatori ritengono che Douglas e la sua compagnia si siano uniti alla battaglia. Quando Uthman arrivò al campo nemico trovò gli uomini di Alonso armati e pronti. Abbandonò il suo attacco e cavalcò per sostenere la forza diversiva sul fiume dove, incapaci di resistere all'assalto castigliano, i suoi uomini stavano già iniziando a ripiegare.
Uthman arrivò troppo tardi per impedire una disfatta generale e l'intera forza Granadina fu respinta in confusione al loro campo nella valle di Turon, 10 miglia a sud. È in questa fase della battaglia che alcuni commentatori moderni hanno posto la morte di Douglas, preso al fianco quando le forze di Uthman raggiunsero il fiume o nel successivo inseguimento al campo di Granada.
Secondo la descrizione di John Barbour dell'ultima battaglia di Douglas, quando il nemico si scontrò, Sir James e i suoi compagni lo seguirono a ruota. Dopo aver superato la maggior parte dei suoi uomini nell'inseguimento, Douglas si è improvvisamente ritrovato davanti con solo pochi dei suoi seguaci intorno a lui. Mentre tornava indietro per ricongiungersi al corpo principale, vide Sir William St. Clair di Rosslyn circondato da un corpo di Mori che, cogliendo l'occasione, si erano rapidamente radunati e contrattaccato. Con i pochi cavalieri che erano con lui, Douglas si voltò per tentare un salvataggio ma, in inferiorità numerica di venti a uno, il gruppo fu sopraffatto. È diventata una leggenda popolare che Douglas poi prese dal suo collo lo scrigno d'argento che conteneva il cuore di Bruce e lo gettò davanti a se tra i nemici, dicendo: "Ora passa avanti come hai fatto, e Douglas ti seguirà o morirà.".Questo aneddoto ha la sua origine in un'aggiunta del XVI secolo al poema di Barbour che, tuttavia, descrive Douglas che compie il gesto all'inizio della sua battaglia finale. Fu Sir Walter Scott in Tales of a Grandfather che creò l'immagine di Douglas che gettava il cuore di Bruce come atto di morte.
La cronica Castigliana non fa alcun riferimento a tale catastrofe. Tuttavia, afferma che in una feroce scaramuccia alcuni giorni prima della battaglia culminante, un "conte straniero" senza nome (probabilmente un riferimento a Douglas) era morto a causa del suo comportamento avventato. Questa è una delle uniche due vittime di battaglia menzionate individualmente nella narrativa Castigliana della campagna.
Barbour riferisce che Douglas e tutti gli uomini catturati con lui furono uccisi, incluso Sir William St. Clair di Rosslyn e Sir Robert Logan di Restalrig. Barbour afferma che, dopo questa battaglia, il corpo di Douglas e la bara con il cuore di Bruce furono recuperati. Le sue ossa, la carne ribollita, furono riportate in Scozia da Sir William Keith di Galston nell'Ayrshire (che aveva perso la battaglia a causa di un braccio rotto) e depositate nella chiesa di St Bride. La tradizione che Sir Simon Locard fosse un membro della compagnia e che sia sopravvissuto non si trova in nessuna delle fonti. Il cuore di Bruce fu preso da Moray, il reggente, e solennemente sepolto sotto l'altare maggiore dell'Abbazia di Melrose.

## Successione
Sir James ha avuto due figli da madri sconosciute:
- William IV, Lord di Douglas ucciso nel 1333 nella Battaglia di Halidon Hill.
  - Nel 1333 gli successe suo zio, fratellastro di Sir James, Hugh l'ottuso, Lord di Douglas (c.1294-1342)
  - Nel 1342 gli successe il nipote di Hugh (da parte del fratellastro più giovane di Sir James, Archibald) William Douglas, Primo Earl di Douglas (1327-1384)